# Kąpie
Kąpie [pronunciación en polaco: /ˈkɔmpjɛ/] es un pueblo ubicado en el distrito administrativo de Gmina Godziesze Wielkie, dentro del Distrito de Kalisz, Voivodato de Gran Polonia, en el oeste de Polonia central. Se encuentra aproximadamente a 15 kilómetros al sur de Kalisz y a 120 kilómetros al sureste de la capital regional Poznań.
El pueblo tiene una población de 90 habitantes.